# Giulio Valerio

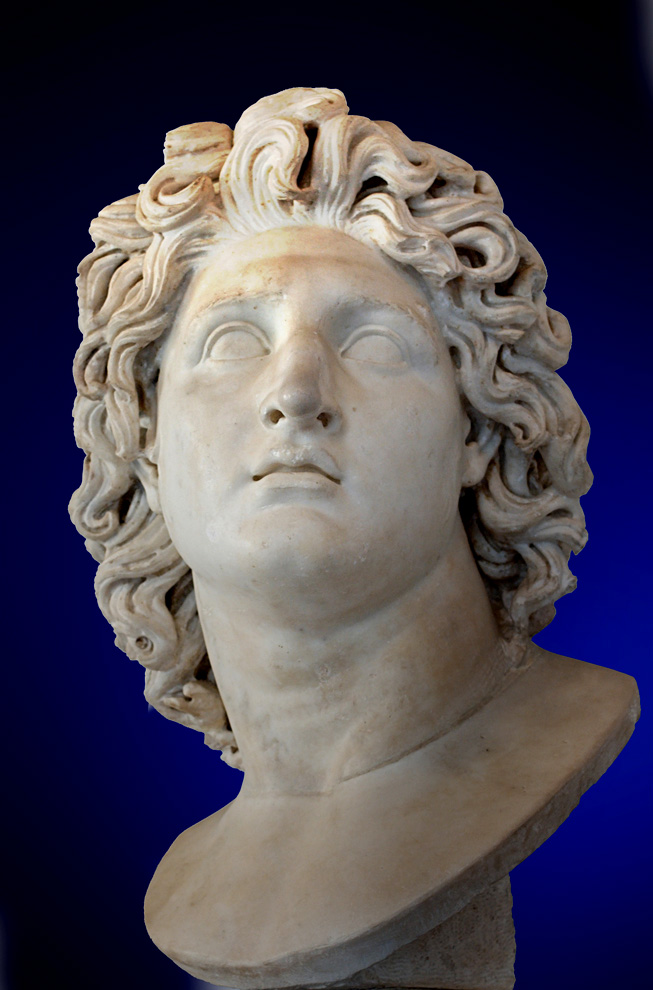
Alessandro Magno ritratto come il dio Elio

Giulio Valerio (in latino Iulius Valerius; fl. IV secolo) è stato un autore latino di età imperiale, ricordato per una sua traduzione dal greco del romanzo biografico di Alessandro Magno (il cosiddetto Pseudo-Callistene).

## Biografia
Nulla si sa della sua biografia. La sua opera di traduttore si colloca tra la fine del III secolo e l'inizio del IV secolo. È probabile che la sua fioritura sia da collocare nell'età di Aureliano (tra il 270 e il 275), anche se c'è chi, propendendo con la collocazione ben più tarda, vorrebbe identificarlo con Giulio Valerio Polemio, uomo politico dell'età di Costanzo II che fu nominato console nel 338.

## Res Gestae Alexandri Magni
Il nome di Giulio Valerio ci è giunto in associazione ai tre libri delle Res gestae Alexandri Magni ("Gesta di Alessandro Magno"), traduzione latina e ampliamento di precedenti versioni delle biografie romanzesche di Alessandro. L'originale greco da cui attinge per la traduzione risale al III secolo dell'era volgare ed è di autore ignoto (oggi indicato col nome di "Pseudo-Callistene"), essendo considerata spuria la passata attribuzione a Callistene, frutto di una finzione letteraria dello stesso.